# Carmen Calvo Sáenz de Tejada
Carmen Calvo Sáenz de Tejada (València, 1950) és una artista conceptual, destacada per la seva aportació a l'art contemporani de la Comunitat Valenciana. Ha desenvolupat la seva obra entre Madrid, París i València.
Realitza estudis de publicitat i ingressa a l'Escola d'Arts i Oficis de València i més tard en la de Belles arts. El seu interès per l'arqueologia i haver treballat de jove en una fàbrica de ceràmica es reflecteix en la seva obra, que inclou fragment de ceràmica i fang.
En la dècada de 1980 va gaudir de diverses beques i va guanyar premis importants: Primer Premi de Pintura Lasalle i Premi Alfons Roig de la Diputació de València. En 1980 també va participar en l'exposició "New images from Spain" en el Museu Guggenheim de Nova York i en altres ciutats dels Estats Units. En 1985 rep una beca del Ministeri d'Afers Exteriors i es trasllada a París.
L'any 1990 l'IVAM (Institut Valencià d'Art Modern) li va dedicar una important retrospectiva. Des de mitjans dels anys 80 la seva obra s'orienta cap a la intervenció en fotografies que engrandeix i manipula.
Ha representat a Espanya amb una galeria de miralls en la Biennal d'Art de Venècia de 1997, juntament amb el poeta català Joan Brossa. En el 2003 el Museu Reina Sofia en el Palau de Velázquez li va dedicar una exposició sobre la seva obra. En 2004 va instal·lar un mural de vidre a l'Estació de Torrent Avinguda inspirada en escenes quotidianes de la dècada de 1960, amb un cost de 245.000 euros.

## Premis
Premis obtinguts:
- Premi Alfons Roig de la Diputació de València 1989
- Medalla de la Facultat de Belles arts de Sant Carlos de València 2009
- Premi de l'Associació Espanyola de Crítics d'Art (AECA) a l'autor de la millor obra o conjunt presentat per un artista espanyol viu, 31a edició d'Arc Madrid en el Stand de la galeria Joan Prat, Barcelona 2012.[6]
- Premi Nacional d'Arts Plàstiques d'Espanya 2013
- Premis ACCA de la Crítica d'Art, 30a edició Catalunya 2013[7]